# Eli Maor
Eli Maor (4 octobre 1937) est un écrivain et professeur israélien qui a enseigné en Israël et aux États-Unis. Spécialiste de l'histoire des mathématiques, il est notamment connu pour son ouvrage intitulé e: The Story of a Number.

## Biographie
Eli Maor naît le 4 octobre 1937. Il obtient son PhD en mathématiques du Technion israélien en 1969. Ensuite, il enseigne au niveau universitaire en Israël et aux États-Unis. En 2004, il enseigne l'histoire des mathématiques à l'université Loyola de Chicago.
Il publie dans différents journaux mathématiques, dont Mathematics Teacher et International Journal for Mathematics Education in Science and Technology.
Il rédige des livres qui présentent une perspective historique sur différents thèmes de la mathématiques. Dans son ouvrage e : The Story of a Number, il présente l'évolution de la constante e, nombre central en analyse.

## Œuvres
- 1994 : e: The Story of a Number, Princeton University Press  (ISBN 0-691-05854-7)
- 2003 : The Facts on File Calculus Handbook, Facts on File  (ISBN 978-0816045815)
- 2004 : Venus in Transit, Princeton University Press  (ISBN 9780691115894)
- 2010 : The Pythagorean Theorem: A 4,000-Year History, Princeton University Press  (ISBN 9780691148236)
- 2013 : Trigonometric Delights, Princeton University Press  (ISBN 9780691158204) (fichier PDF)
- 2014 : (avec Eugen Jost) Beautiful Geometry, Princeton University Press  (ISBN 9780691150994)
- 2017 : To Infinity and Beyond : A Cultural History of the Infinite, Princeton University Press  (ISBN 9780691178110)
- 2018 : Music by the Numbers: From Pythagoras to Schoenberg, Princeton University Press  (ISBN 9781400889891)

## Honneur
L'astéroïde (226861) Elimaor est nommé en son honneur.